# 米德韋 (阿肯色州巴克斯特縣)
米德韋（英語：Midway）是位於美國阿肯色州巴克斯特縣的一個人口普查指定地區。根據2020年美國人口普查，該地人口為1036人，而該地的面積約為14.94平方千米。

## 地理
米德韋的座標為36°23′07″N 92°27′43″W / 36.38528°N 92.46194°W，而該地最高點為海拔高度271米（即889英尺）。